# طواف نيوشبلاد 2015
طواف نيوشبلاد 2015 (بالهولندية: Omloop Het Nieuwsblad 2015 )‏ هو سباق دراجات هوائية، وهو الموسم رقم 70 من السباق، وأقيم في 28 فبراير 2015، وامتدّ لمسافة 200.2 كيلومتر، وهو أحد سباقات طواف أوروبا للدراجات 2015، وهو من نوع سباق يوم واحد، وهو من نوع سباق الدراجات، وقد شارك في السباق 178 متسابقاً ووصل إلى نهايته 105 متسابقاً.
فاز فيه بالمركز الأول إيان ستانارد، وبالمركز الثاني نيكي تيربسترا، وبالمركز الثالث توم بونن.

## الفرق
| فرق عالمية (10)- AG2R La Mondiale - BMC Racing - Etixx-Quick Step - FDJ - Giant-Alpecin - IAM Cycling - Katusha - Lotto NL-Jumbo - Lotto-Soudal - Sky فرق قارية محترفة (13)- أندروني جوكاتولي-سيدرمك 2015 ‏ - Bora-Argon 18 - Bretagne-Séché Environnement - CCC Development Team ‏ - Cofidis, Solutions Crédits - Cult Energy Pro Cycling ‏ - Europcar - MTN-Qhubeka - نيبو-فيني فانتيني-يوربا أوفيني ‏ - رومبوت تشارلز ‏ - ساوث إيست 2015 ‏ - سبورت فلاندرين بالويس 2015 ‏ - Wanty-Groupe Gobert |  |
| |  |

## الترتيب
| م                     | الدرّاج        | البلد           | الزمن                    |
| --------------------- | ------------- | --------------- | ------------------------ |
| الفائز بالترتيب العام | إيان ستانارد  | بريطانيا العظمى | 4 ساعة 58 دقيقة 42 ثانية |
| الثاني                | نيكي تيربسترا | هولندا          |                          |
| الثالث                | توم بونن      | بلجيكا          |                          |

## وصلات خارجية
- الموقع الرسمي
- لمحة عن سباق طواف نيوشبلاد 2015 على موقع  ProCyclingStats   (برو  سايكلنج  ستاتس) - إحصاءات  محترفي  الدراجات.
- طواف نيوشبلاد 2015 على موقع إحصائيات الدراجات الإحترافية (الإنجليزية)
- طواف نيوشبلاد 2015 في موقع Cycling Archives سايكلنج أركايفز